# Angelo Carella
Angelo Carella (Bari, 4 maggio 1949 – Bari, 19 aprile 2023) è stato un calciatore e allenatore di calcio italiano, di ruolo attaccante.

## Carriera
Ha giocato in Serie A con la maglia del Catanzaro nella stagione 1971-1972, con all'attivo 6 presenze. Ha inoltre totalizzato 10 presenze in Serie B nella file di Bari e Avellino.

## Palmarès

### Giocatore

#### Competizioni nazionali
- Campionato italiano di Serie B: 1

Bari: 1968-1969
- Campionato italiano Serie C: 2

Bari: 1966-1967
Matera: 1978-1979
- Campionato italiano Serie D: 1

Matera: 1967-1968